# Скатов, Николай Николаевич
Никола́й Никола́евич Ска́тов (2 мая 1931, Кострома — 29 октября 2021, Санкт-Петербург) — советский и российский литературовед. Специалист в области истории русской литературы. Доктор филологических наук (1971), член-корреспондент РАН (1997), почётный профессор РГПУ им. Герцена (2001).

## Биография
В 1953 году окончил Костромской педагогический институт, затем — аспирантуру Московского государственного педагогического института. Кандидат филологических наук (1959, диссертация на тему «В. Г. Белинский о критике: (Проблема критики в эстетике В. Г. Белинского)»). С 1962 года работал на кафедре русской литературы Ленинградского государственного педагогического института имени А. И. Герцена, с 1971 года — в звании профессора. В 1970 году защитил докторскую диссертацию «Некрасов и русская лирика второй половины XIX — начала XX вв.».
В 1987—2005 годах был директором Института русской литературы (Пушкинский дом) АН СССР/РАН. 30 мая 1997 года избран членом-корреспондентом Российской академии наук по Отделению литературы и языка (литературоведение). С 2005 года — советник Президиума РАН.
В последнее время — профессор кафедры основ государственного управления, член Учёного совета юридического факультета Санкт-Петербургского государственного университета водных коммуникаций.
В течение многих лет являлся членом комиссии по помилованию при губернаторе Санкт-Петербурга. Решением совета директоров Русского библиографического института по номинации «Культура» в 2000 году присвоено звание «Человек года»[значимость факта?].
Был женат на Руфине Николаевне, с которой познакомился в Костроме. Имел дочь и внучку.
Скончался 29 октября 2021 года на 91-м году жизни. Похоронен на Комаровском кладбище.

## Научная деятельность
Основные научные интересы Н. Н. Скатова посвящены истории русской литературы, а также текстологии. Его исследования стали вкладом в изучение творчества А. С. Пушкина, А. В. Кольцова, Н. А. Некрасова, А. Н. Островского, А. А. Блока, А. А. Ахматовой, А. Т. Твардовского и других ключевых фигур русской литературы.
Автор более 300 научных и литературно-критических работ, в том числе 23 книг. Соавтор и редактор школьных и вузовских учебников. Сопредседатель Пушкинской комиссии РАН (с 1999). Член редколлегий и редсоветов ряда литературных и научных изданий: «Университетская книга», «Литература в школе», «Аврора», «Наше наследие» и др.
Под руководством Н. Н. Скатова защищено более 30 кандидатских и докторских диссертаций.

## Основные работы
- «Поэты некрасовской школы» (1968)
- «Некрасов. Современники и продолжатели» (1973)
- «Русские поэты» (1977)
- «Поэзия Алексея Кольцова» (1977)
- «Кольцов» (1983; «ЖЗЛ»)
- «Русский гений» (об А. С. Пушкине) (1987)
- «Некрасов» (1994; «ЖЗЛ»)
- Сочинения в 4-х томах (2001)

## Награды
Светские
- Орден Почёта (4 июня 1999 года) — за большой вклад в развитие отечественной науки, подготовку высококвалифицированных кадров и в связи с 275-летием Российской академии наук[5]
- Орден Дружбы (31 августа 2006 года) — за достигнутые трудовые успехи и многолетнюю добросовестную работу[6]
- Орден Дружбы народов[уточнить]
- Медаль «За трудовое отличие»
- Медаль Пушкина (4 июня 1999 года) — в ознаменование 200-летия со дня рождения А. С. Пушкина, за заслуги в области культуры, просвещения, литературы и искусства[7]
- Почётный диплом Законодательного Собрания Санкт-Петербурга (16 мая 2001 года) — за  заслуги в деле развития книжной и литературной культуры в Санкт-Петербурге и в связи с 70-летием со дня рождения[8]
- Почётный диплом Законодательного Собрания Санкт-Петербурга (26 апреля 2006 года) — за выдающийся личный вклад в развитие и сохранение культуры и литературы в Санкт-Петербурге и в связи с 75-летием со дня рождения[9]
- «Большая литературная премия России» Союза писателей России (2001) за книгу «Пушкин. Русский гений»

Церковные
- Орден Святого равноапостольного великого князя Владимира (2001)[10]
- Орден святого благоверного князя Даниила Московского II (2004)[11][12] и III степеней.